# Cadavres d'insurgés dans leurs cercueils
Cadavres d'insurgés dans leurs cercueils est le titre d'une photographie attribuée à Eugène Disdéri. La documentation disponible sur cette image est faible, et le contexte précis de la prise de vue est mal connu : selon l'interprétation la plus courante, elle aurait été réalisée en mai 1871, dans le contexte de la Semaine sanglante et de la répression de la Commune de Paris. L'image a été interprétée de diverses façons, principalement comme un témoignage de la brutalité de la répression, et a acquis à ce titre un statut d'icône, dans la mythologie communarde. Elle connaît une postérité notable.

## Présentation

### Documentation
L'image conservée au musée Carnavalet est très peu documentée. D'un format de 21 × 28,3 centimètres, l'épreuve sur papier albuminé a légèrement pâli. Elle a été offerte par un particulier, ce qu'atteste la mention « Legs Hauterive ». En revanche, aucun élément n'indique le lieu ou la date de la prise de vue. Il s'agit — pour Koetzle, avec une quasi-certitude — de la période de la semaine sanglante, après le 21 mai 1871, lorsque les insurgés de la Commune sont abattus par les troupes de Thiers, puis enterrés très rapidement, et en grand nombre,. L'image porte au recto, sur le support en carton, une estampille qui permet d'identifier l'atelier de Disdéri, ce qui ne suffit pas à prouver qu'il en est l'auteur. Pour Anne McCauley, « si son studio était effectivement responsable des négatifs, ou bien son propriétaire a dû avoir des ennuis d'argent, ou bien il n'avait guère de sympathie pour les intérêts de la Commune ».

Photographies de cadavres, également attribuées à Disdéri
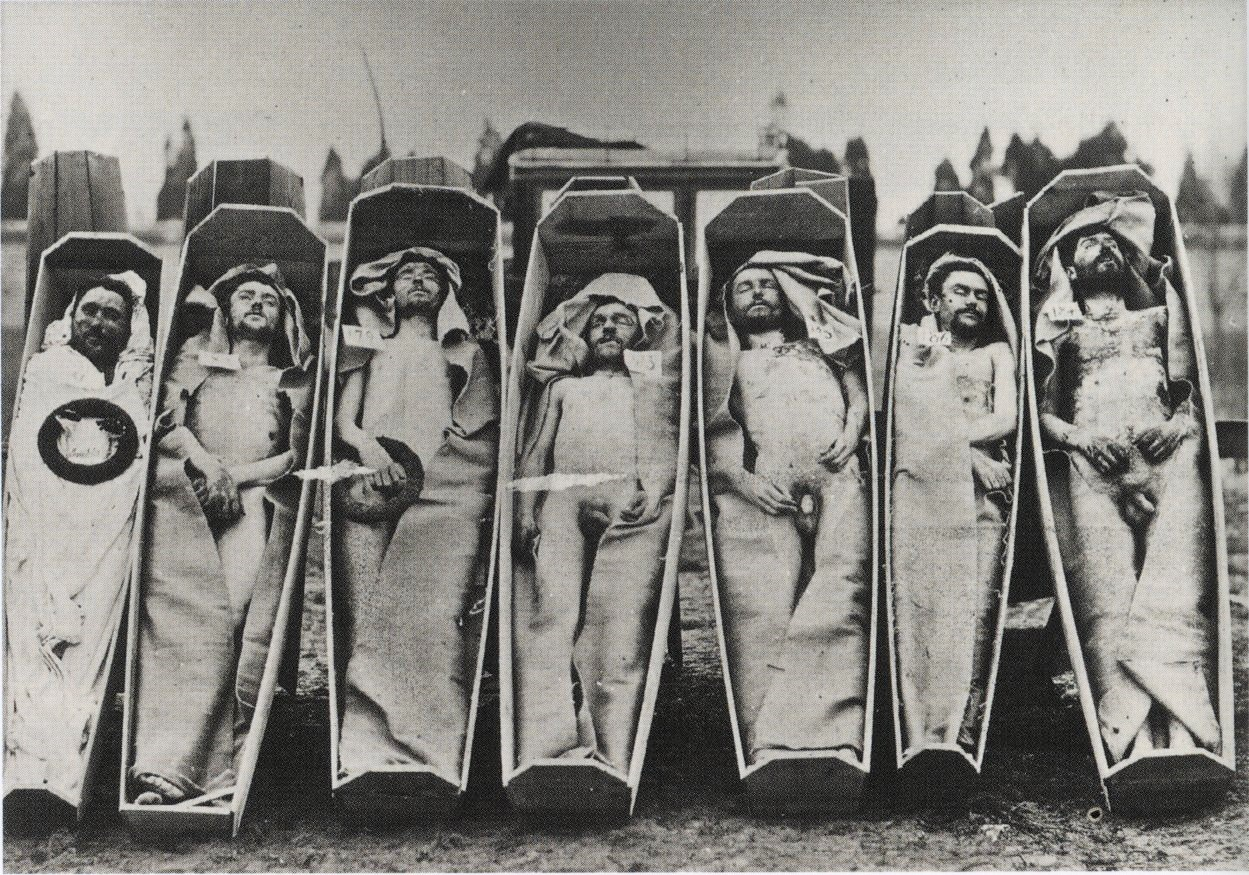
Cadavres de Communards, photographie attribuée à Eugène Disdéri, 1871, collection Gernsheim, Université du Texas à Austin[6].
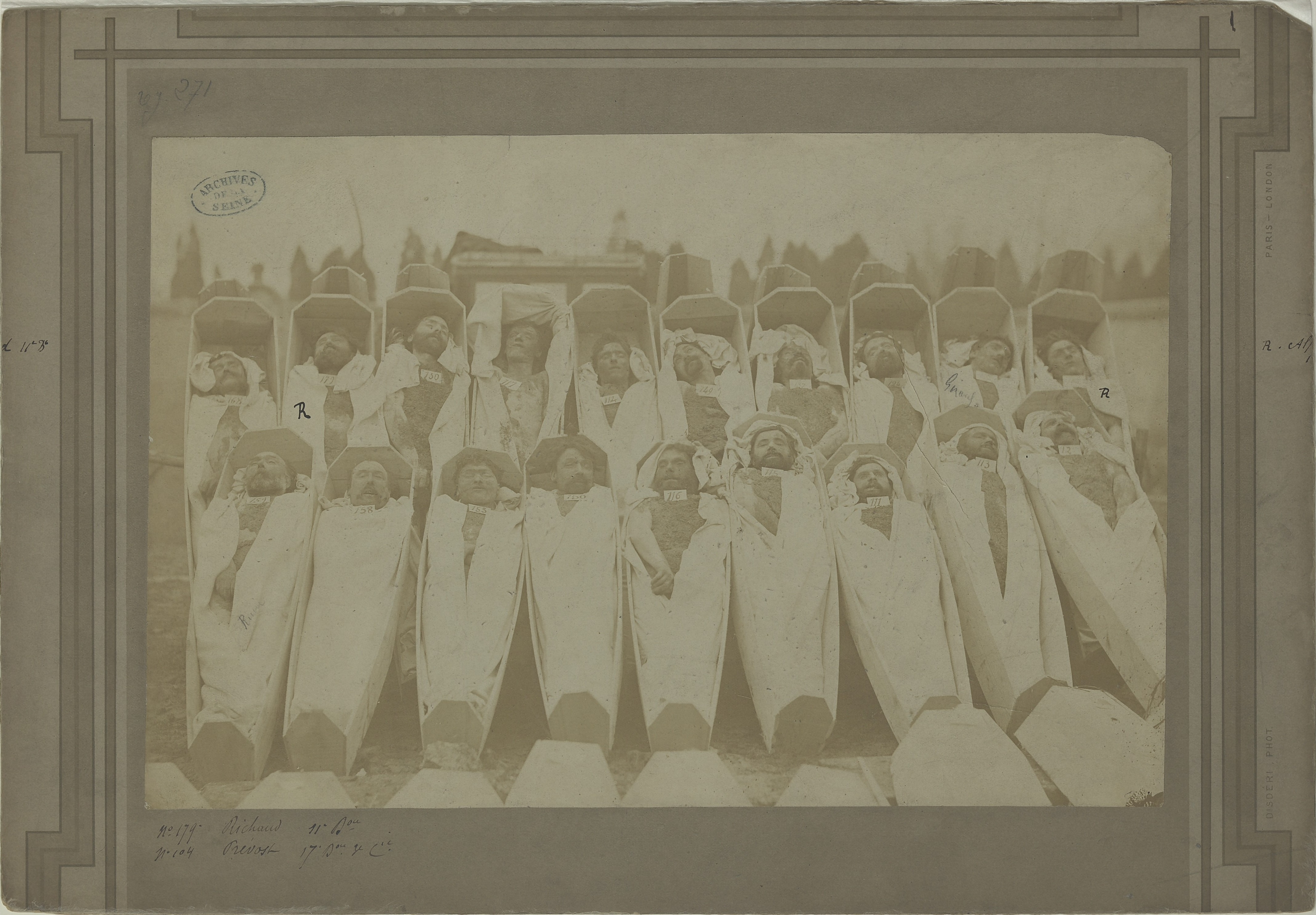
Insurgés dans leurs cercueils, Archives de la ville de Paris[N 1],[8].

### Description
En raison de ce défaut de documentation, le titre de la photographie varie lui aussi. « Cadavres d'insurgés en cercueils » pour l'établissement public de la Réunion des musées nationaux, et pour les Archives de la ville de Paris ; « Cadavres de Communards » pour Hans-Michael Koetzle, « Insurgés tués pendant la Semaine sanglante » pour Quentin Bajac, qui agrémente la date probable du cliché — de fin mai à début juin 1871 — ainsi que son titre d'un point d'interrogation. On retrouve même un « Cadavres de Communards fusillés, exposés dans des
cercueils » au fonds d'archives Fonteneau d'Indre-et-Loire.
Ralf Koetzle décrit l'image en débutant par les numéros, les morceaux de papiers accrochés aux cadavres. Il remarque plusieurs anomalies, l'ordre curieux de la série — elle commence par un « 6 », se termine par un « 1 » — et le fait que le chiffre « 4 » apparaisse à deux reprises. L'arrière-plan ne permet pas de distinguer entre le Père-Lachaise ou le Jardin du Luxembourg. Plusieurs corps ont le torse dénudé, deux portent des vêtements qui attestent d'un certain dandysme, ce qui pourrait évoquer la bohème parisienne. Olivier Peynot indique que ces numéros servaient à identifier, sur un registre, à la fois leurs effets personnels et le lieu de leur inhumation.

### Eugène Disdéri photographe

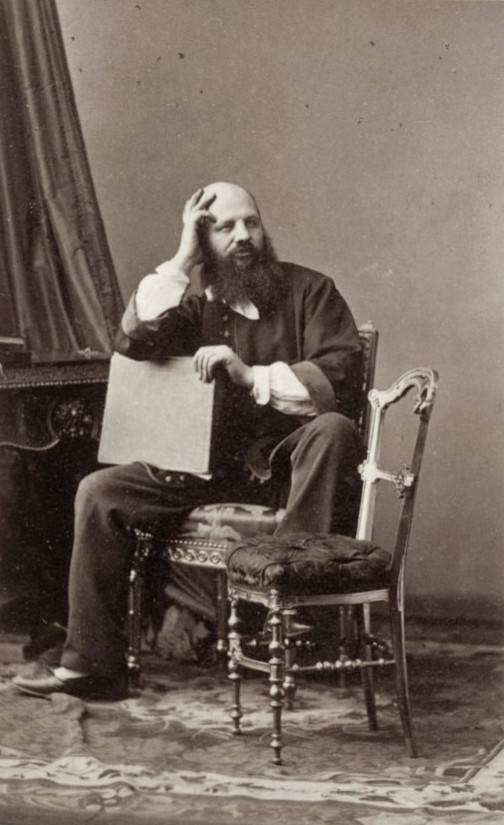
Autoportrait d'Adolphe-Eugène Disdéri, Réunion des musées nationaux.

André Adolphe Eugène Disdéri, né le 28 mars 1819 à Paris, est d'abord commis-voyageur, puis fabricant de lingeries en 1844, et bonnetier à Paris. Après avoir fait faillite, il part pour Brest fin 1846 pour y ouvrir un établissement de photographies avec son épouse Élisabeth Francart-Disdéri, qui poursuit seule l'activité après leur séparation.
Après avoir occupé divers emplois, dont dans une entreprise de diorama, il est fiché comme républicain et quitte Brest pour le sud de la France, où il devient photographe à Nîmes. Il travaille alors sur les techniques du collodion et du papier ciré.
De retour à Paris en janvier 1854, il dépose le brevet de la photo carte de visite en 1854. Il met également au point un appareil photographique qui utilise la technique du collodion humide et qui peut reproduire six clichés sur la même plaque de verre. Il réduit le coût de production de chaque photographie, qui pouvait donc devenir financièrement plus accessible. Avant lui, un autre photographe, Louis Dodéro, avait produit à Marseille des portraits photographiques au format dit carte-de-visite, mais c’est à Disdéri qu’on en doit le développement commercial à grande échelle.
Le portrait photographique entre dans l'ère industrielle et fonde son succès sur la représentation du statut social. Disdéri devient alors le photographe de nombreuses cours européennes. Photographe officiel de l'Exposition universelle de 1855, il présente de très grands formats à Amsterdam. Il enseigne également la photographie aux militaires.
En 1856, une faillite personnelle et professionnelle le mène en prison. Cependant, il reparaît en 1859 avec un nouvel appareil à quatre objectifs qui lui permet de réaliser huit clichés sur la même plaque.
En 1862, il publie L'Art de la photographie, où il entend prouver que la photographie relève de l'art.

## Contexte

### Exposer le cadavre pour l'identifier
Le principe de l'exposition publique du cadavre est une pratique courante, en temps de paix, à la morgue de Paris, située depuis 1864 quai de l'Archevêché. Les cadavres à identifier, et notamment les victimes de noyades, restent exposés étendus sur douze tables inclinées de marbre noir, pendant trois jours, dans une salle séparée du public par une vitre, un filet d'eau fraîche coulant sur la table pour les conserver. En invoquant la nécessité du contrôle social, la Morgue développe un système panoptique, ainsi qu'un souci d'efficacité qui justifie la manipulation fréquente des cadavres.
L'exposition publique du corps des défunts est cependant remise en cause à la fin du siècle, et perçue plus fréquemment comme obscène :  le 15 mars 1907, le préfet Lépine signe un décret par lequel il fait fermer la morgue au public, par mesure d’« hygiénisme moral ».

### Commune de Paris: combats et répression
À l'issue d'une brève Commune de Paris — 70 jours — la semaine sanglante entraîne une importante répression et de nombreuses victimes, tant pendant les combats qu'à leur issue. Les victimes communardes de la répression versaillaise sont estimées entre 20 000 et 40 000 morts, tombés ou abattus. Pour Anne McCauley, la police aurait chargé Disdéri de fixer les visages des communards exécutés. Cette interprétation est parfois reprise,, mais également contestée,. Le camp versaillais recense de son côté un peu moins de 900 morts, et 7 000 blessés.
Le chiffre traditionnel des fusillés, donné par Prosper-Olivier Lissagaray en 1876 s'élève à 17 000 fusillés. À la suite de Jacques Rougerie, les historiens estiment généralement que ce dernier chiffre est sous-estimé, et indiquent une fourchette de 20 000 à 30 000 fusillés. Robert Tombs révise l'estimation à la baisse en 2012, en donnant le chiffre de 5 000 à 8 000 victimes, au cours d'une « répression implacable, au cours de laquelle l'armée régulière se livre au carnage ».
André Gill témoigne du comportement des soldats versaillais qui crevaient les yeux des cadavres des fusillés à coups de baïonnette.

### Photographie des morts au combat

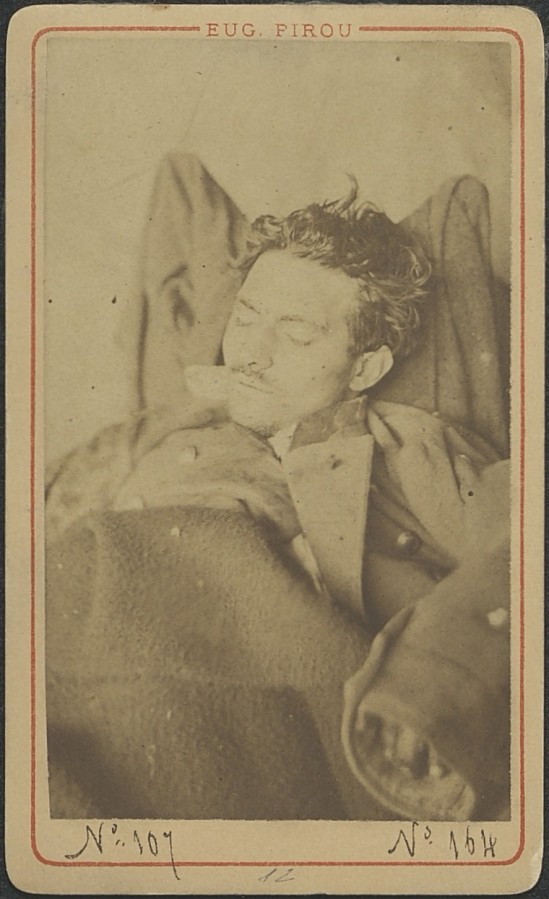
Photographie posthume d'Édouard Lebasque, garde national tué pendant les combats de la Commune, Eugène Pirou, mai 1871.

La photographie des Gardes nationaux et soldats fédérés tués au combat semble d'abord une initiative de l'administration de la Commune de Paris elle-même. Le 10 avril 1871, elle décrète :

« Article 3 : les morts non reconnus seront photographies aux endroits désignés ci-dessus [L'Hôtel-Dieu] , où ils seront déposés. Ces photographies, munies d'un numéro d'ordre correspondant aux effets du mort et de la bière, seront envoyées au Bureau central des renseignements, à l'Hôtel de Ville. »

— Commune de Paris, Décret du 10 avril 1871
Les Archives de Paris conservent le portrait posthume d'Édouard Lebasque, un garde national tué pendant les combats, entre le 11 et le 16 mai 1871. L’administration de la Commune de Paris avait tôt mis en place une logistique pour évacuer les victimes des combats et identifier les défunts. Elle a ainsi recours à la photographie, à l'intérieur de l’amphithéâtre d’anatomie de Clamart, situé rue du Fer-à-Moulin. Les photographies réalisées alors — la plupart de celles-ci sont dues à Eugène Pirou — renseignent le numéro d’enregistrement du défunt, ainsi que celui de son cercueil.
L’Inspection générale des ambulances tient également des registres des gardes nationaux tués. Ces documents permettent d'indiquer qu'Édouard Lebasque, journalier, portant capote grise, un pantalon noir, des chaussures en cuir, des chaussettes blanches, un foulard blanc, des gants en coton blanc et un képi, qui a été tué au combat à 22 ans, correspond au portrait des insurgés de 1871 fait par Jacques Rougerie,.
Michèle Audin, à partir du registre des inhumations au cimetière du Père-Lachaise, évoque la possibilité que l'image attribuée à Disdéri ait été réalisée avant la Semaine sanglante, et qu'elle relève plutôt d'inhumations réalisées le 11 avril 1871, par l'administration de la Commune de Paris. Le registre porte en effet à cette date la mention « 12 corps photographiés »,.
L'autre image du même motif, conservée aux archives de Paris, représentant dix-neuf cercueils dressés sur deux lignes, représente selon Quentin Bajac et Bertrand Tillier des Gardes nationaux tués le 19 janvier 1871 à Buzenval,, soit bien avant la Semaine sanglante. C'est également l'interprétation que retient Olivier Peynot, qui indique que « la prise de vue, sans traitement héroïque, se répétait à l'identique. Les troncs étaient redressés à la hâte malgré la rigidité cadavérique. Apparaissaient alors des visages déchirés, cabossés, mutilés, qui s'extirpaient des vareuses mal boutonnées. La mort violente avait travesti l'expression faciale en une mimique exacerbée ».
Augustine-Malvina Blanchecotte, peu suspecte de sympathies communardes, assiste aux « exhibitions féroces de morts non reconnus [...], l'affreux spectacle de bières ouvertes [...] dont le peuple se délecte » au cimetière du Père-Lachaise en avril 1871.

### Inhumation et identification

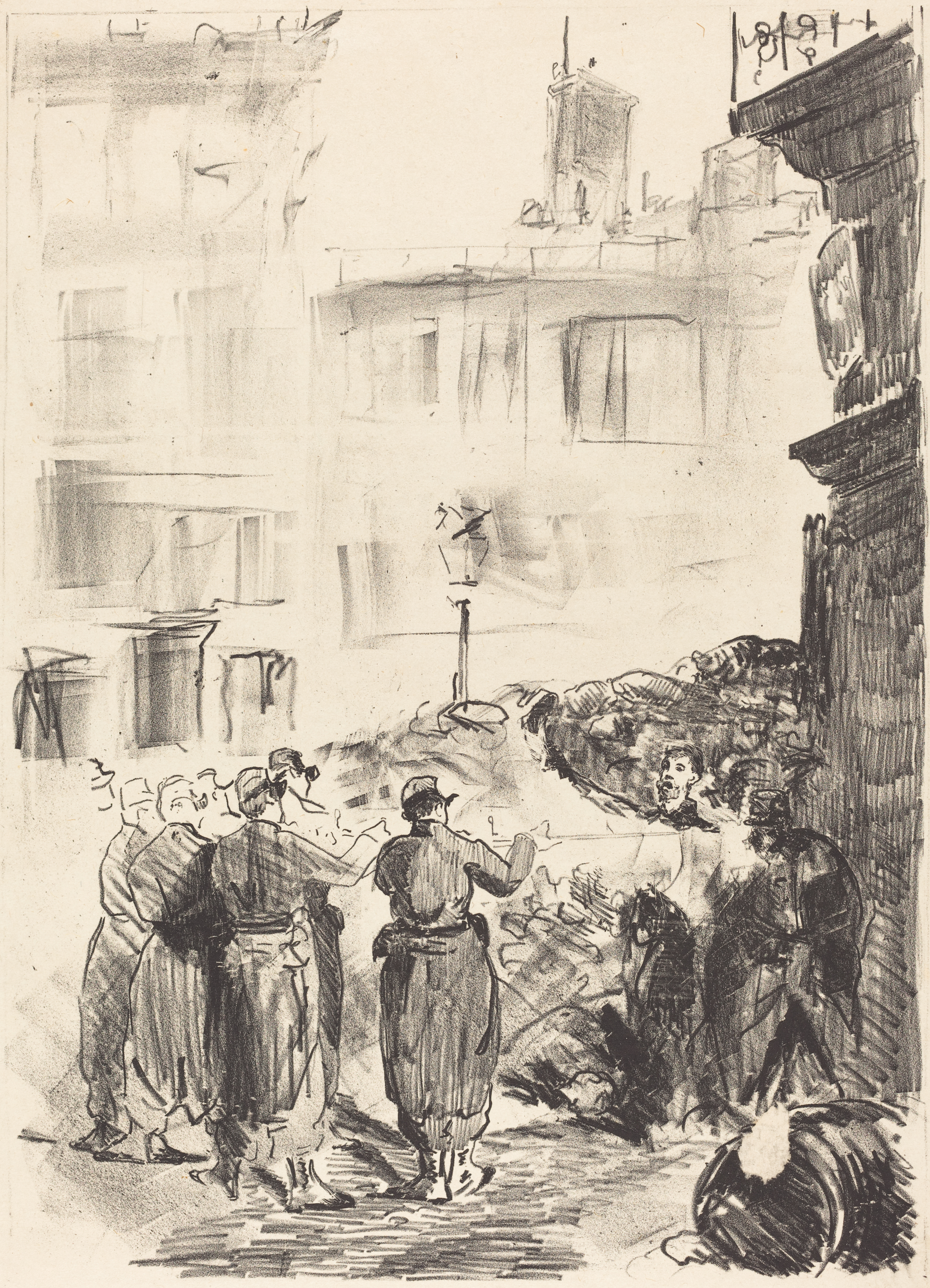
La barricade, Édouard Manet, 1871.

Pour Jacques Rougerie, si on exposait parfois les corps des communards morts au combat ou fusillés afin qu’ils puissent être reconnus par leurs familles, pour l'image attribuée à Disdéri, « pareil étalage macabre a dû être rarissime », car l'urgence était plutôt pour les autorités de faire disparaître les innombrables victimes dans des fosses creusées un peu partout dans Paris, dans les squares, sous le pavé des rues, voire simplement en les incinérant.
En mai 1871, l’inspection des cimetières parisiens fait distribuer du rhum aux ouvriers chargés de procéder à l’enfouissement des cadavres. L’usage d’alcool fort laisse penser que, plus qu'une gratification en nature ou pot-de-vin, il était surtout question de « faire oublier aux ouvriers l’horreur de la tâche qu’ils avaient à accomplir », dans un moment où les inhumations étaient particulièrement nombreuses et difficiles.

## Interprétations

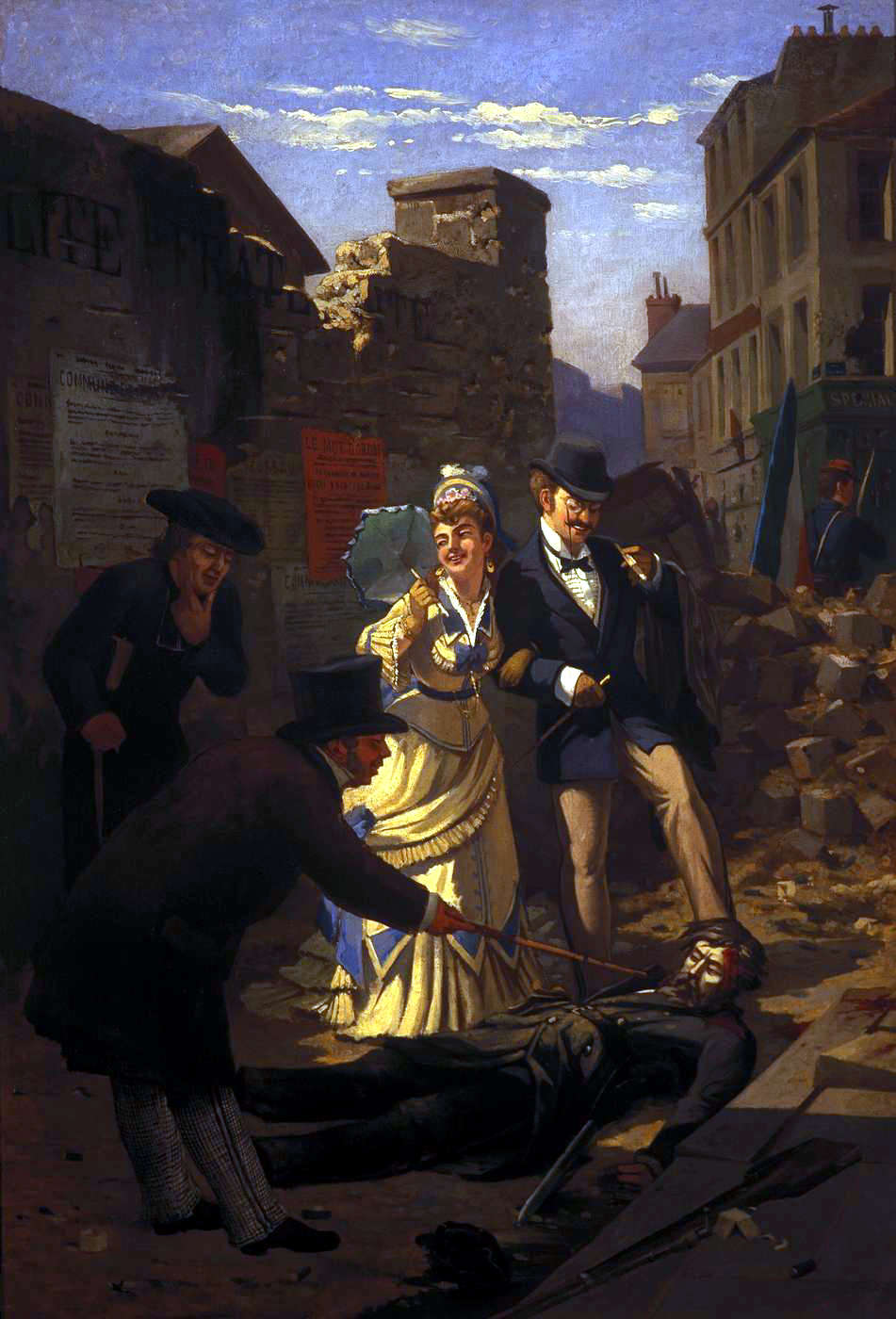
La Commune, également Plaisanteries devant le cadavre d'un communard, anonyme, huile sur toile, 1872, Musée d'Aquitaine.

Pour Quentin Bajac, les photographies des cadavres de communards, moins ouvertement fabriquées ou manipulées que les photomontages d'Appert — les Crimes de la Commune — sont cependant peut-être encore plus difficiles à interpréter.
Si les dessins de Manet et Courbet, témoins de la Semaine sanglante, peuvent se lire comme des dénonciations de la répression exercée par les troupes versaillaises, si le tableau anonyme Plaisanteries devant le cadavre d'un communard reste ambigu, puisqu'il peut être lu à la fois comme le triomphe des forces versaillaises, ou à l'inverse comme une illustration de l'insensibilité d'une bourgeoisie égoïste, la photographie pose, elle, encore plus de questions,.

### Image du pouvoir
La photographie donne à voir le pouvoir : celui des vivants sur les morts, incapables de se soustraire à l'humiliation de l'exhibition et de la classification. C'est également le pouvoir des vainqueurs, celui des Versaillais et de Thiers, sur le peuple parisien, voire sur le prolétariat. L'historienne Michelle Perrot en dresse ce portrait : « dures années pour la classe ouvrière, amputée, endettée, surveillée, soupçonnée, que celles de Thiers et de MacMahon. [...] Paris a perdu près de 100 000 travailleurs : 20 000 à 30 000 tués peut-être, 40 000 arrêtés, le reste en fuite... ».

### Rare présence des morts

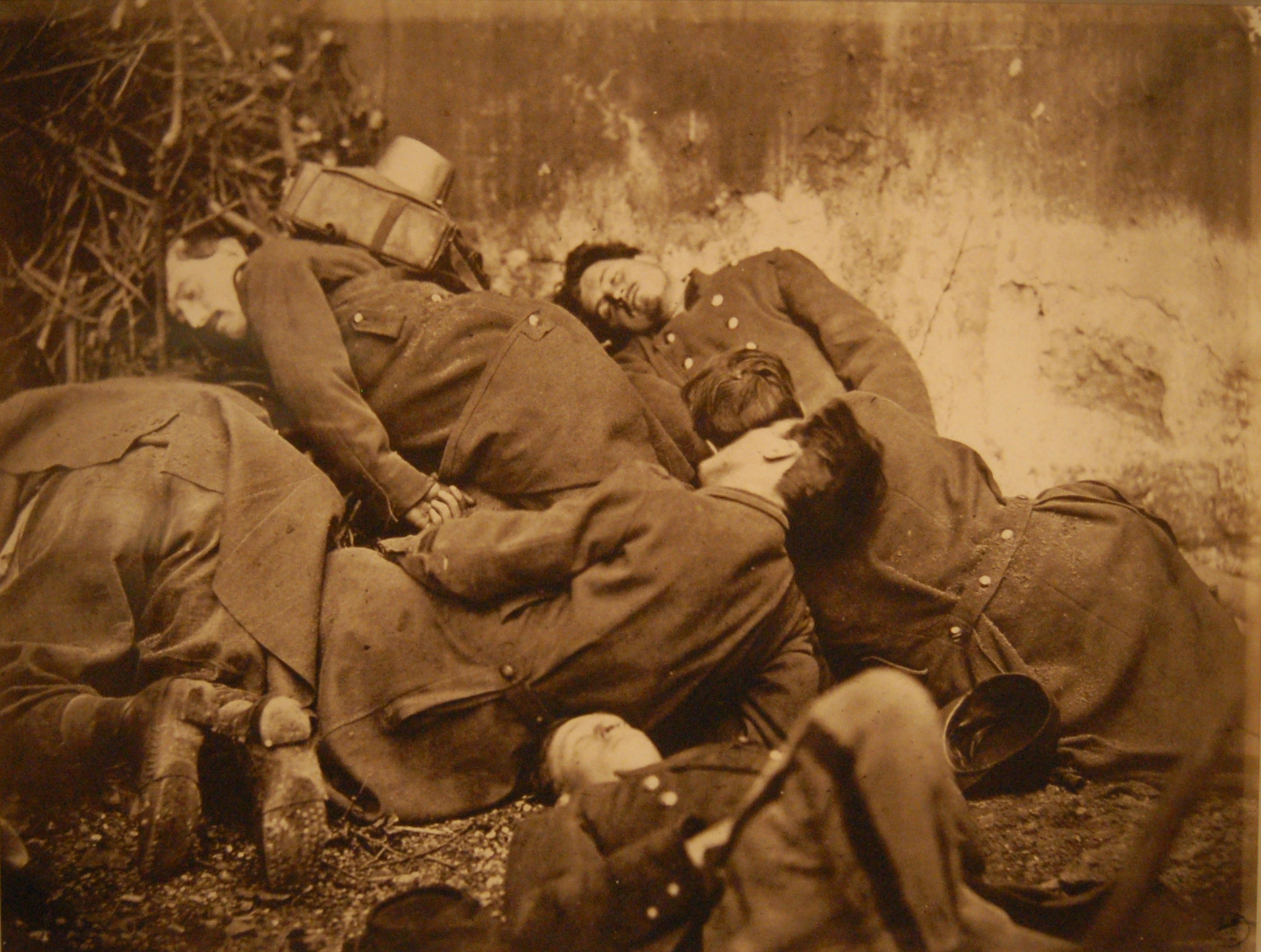
Gaudenzio Marconi, Siège de la commune, mise en scène de soldats morts de la Commune, montage, 1871.

Pour Koetzle, l'iconographie de la Commune, et sa documentation photographique en tout premier lieu, sont marqués par une absence : « ce qui curieusement manque entre les images des barricades et les ruines, ce sont des clichés des morts. Comme si elles n'avaient pas existé », en dépit des 20 000 à 30 000 victimes.
Alisa Luxenberg interprète la profusion d'images photographiques dédiées aux ruines de Paris, juste après la semaine sanglante et la répression versaillaise, par la nécessité de contourner le spectacle du cadavre : « Dans la plupart des témoignages écrits, les ruines sont anthropomorphisées et évoquent des cadavres, des anatomies et des souffrances. [...] Les morts posaient des problèmes parce que la plupart des victimes étaient des communards et que peu d'auteurs étaient disposés à leur témoigner beaucoup de sympathie, [...] et que leurs cadavres avaient été vite escamotés au point qu'il ne restait pas grand-chose pour rappeler ces morts ».
De la même façon, les images de Gaudenzio Marconi mettent en scène le cadavre, rarement photographié, par un procédé : il fait poser en 1871 des comédiens. Ainsi, « de manière plus artistique, Gaudenzio Marconi réalisa un ensemble d’épreuves où des figurants posèrent en victimes des combats », jouant avec les codes de la composition, ce qui lui permet d'atteindre avec ces images, « paradoxes mortifères du tableau vivant », un certain degré de force et d'émotion. Olivier Peynot les qualifie de « figurants [...] qui ont trop souvent servi à illustrer les victimes des bombardements ».

### Exposition du peuple parisien

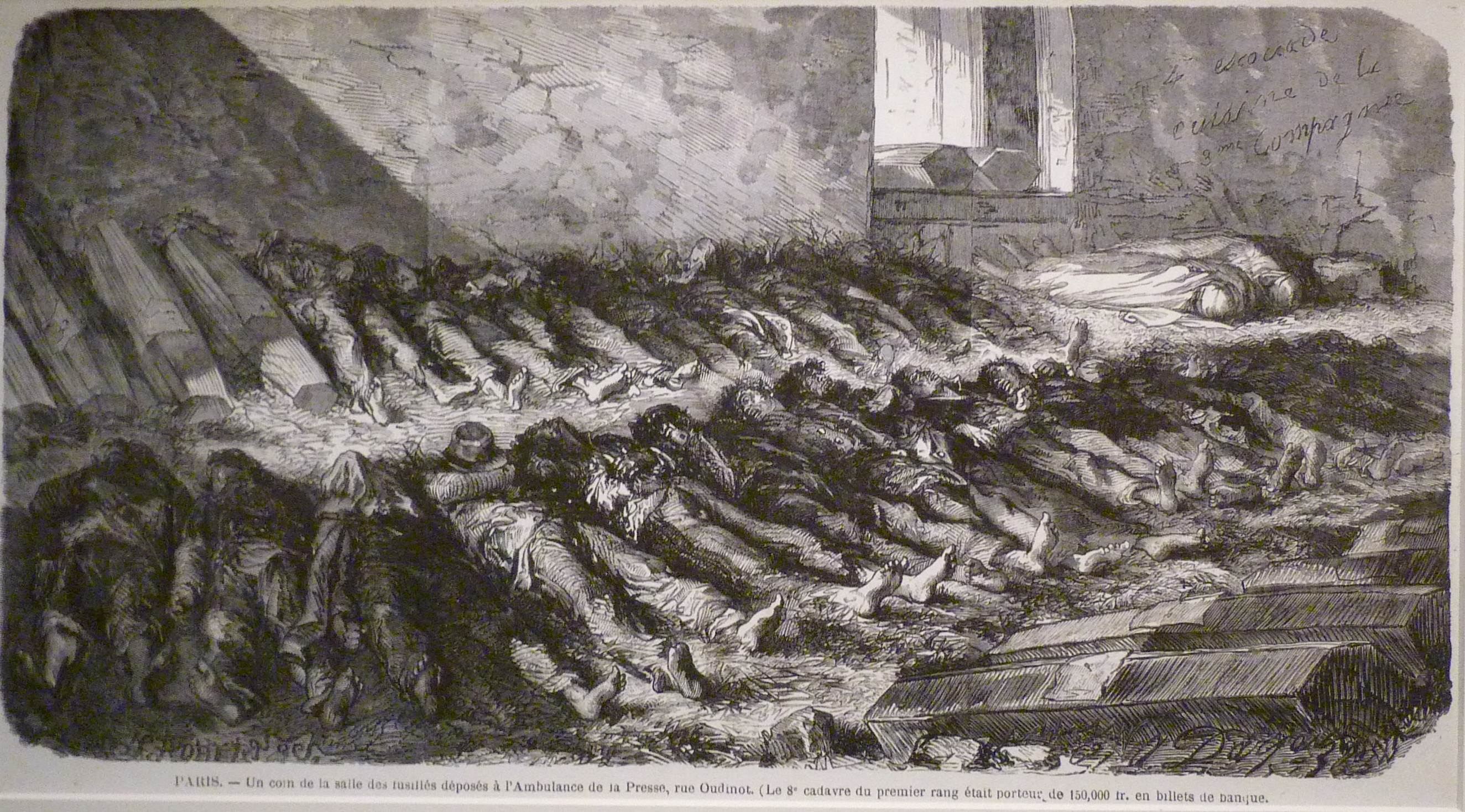
Cadavres de communards déposés dans une salle des ambulances de la Presse, rue Oudinot (7e arrond.), gravure d'Alfred Darjou pour l'Illustration, 3 juin 1871, Bibliothèque historique de la Ville de Paris.

Georges Didi-Huberman, philosophe et historien, consacre une analyse particulière à l'image attribuée à Disdéri. Il formule cette analyse comme une exigence : celle de « trouver dans les images – ou même plus largement dans l’art – " la parole des sans-noms, l’écriture des sans-papiers, le lieu des sans-logis, la revendication des sans-droits, la dignité des sans-images ". Les images deviennent ici, sous son regard et sa plume, un document à observer, non pas passivement, comme on le ferait avec une archive inerte, mais bien comme la possibilité d’" organiser le pessimisme " et d’" exposer les peuples malgré tout " »[réf. nécessaire].
Georges Didi-Huberman revendique la nécessité de considérer tout ce qui persiste, insiste, survit des peuples, dans des œuvres qui à la fois s'opposent aux représentations médiatiques dominantes et résistent aux discours de la perte irrémédiable ou fatale,, et qui permettent de poser le paradoxe des phénomènes concomitants de l'exposition (au sens photographique) des peuples ou des « figurants de l'histoire », et de peuples « exposés à disparaître ».
En convoquant les analyses de Maurice Blanchot, Didi-Huberman retrouve dans la photographie le pouvoir de la communauté exposée, communauté créée dans l’image et par le moment de la photographie ; cette communauté communarde dépasse selon lui le cadre des douze cercueils pour embrasser les vingt cinq mille communards mis à mort par les versaillais pendant la Semaine sanglante. Ainsi, la photographie serait le « support sensible de notre réflexion et de notre mémoire politique : pour que continue, aussi longtemps que durera l’image en notre souvenir, la protestation, la révolte, le désir que ces corps morts ne restent pas tout à fait, pour l’histoire, lettre morte ou lieu commun ». Dans cette image, les communards comparaissent — ici utilisé comme néologisme, le terme souligne que ces douze corps apparaissent au même moment, en une seule fois — en même temps que la photographie donne à voir l’irréductible singularité de ces individus, chacun étant strictement encadré dans l'expérience de la mort par la frontière du cercueil.

### Trouble et violence
Pour Christine Lapostolle, l'image suscite un trouble et une violence qui proviennent de ses propres contradictions : « l'espèce d'ironie cynique et sans doute involontaire avec laquelle la composition verticale et l'alignement
des personnages rappellent, comme une dérision cruelle, la composition du portrait de groupe, la raideur, la solennité avec laquelle on se "met en
place" dans la photographie en 1871 ». Ce contraste est accentué par l'absence de regard du sujet, et par la totale indifférence à notre regard. Le trouble est accentué par le fait que ces individus uniques, que l'on peut effectivement distinguer, témoignent malgré tout d'une ressemblance dans « leur commune raideur, la distance temporelle qui
nous sépare d'eux, les numéros qu'on leur a affectés, leurs cercueils tous semblables, la jeunesse qu'ils partagent et la crispation imprimée par la mort
sur leurs visages ».

### Format carte de visite et carte d'identité

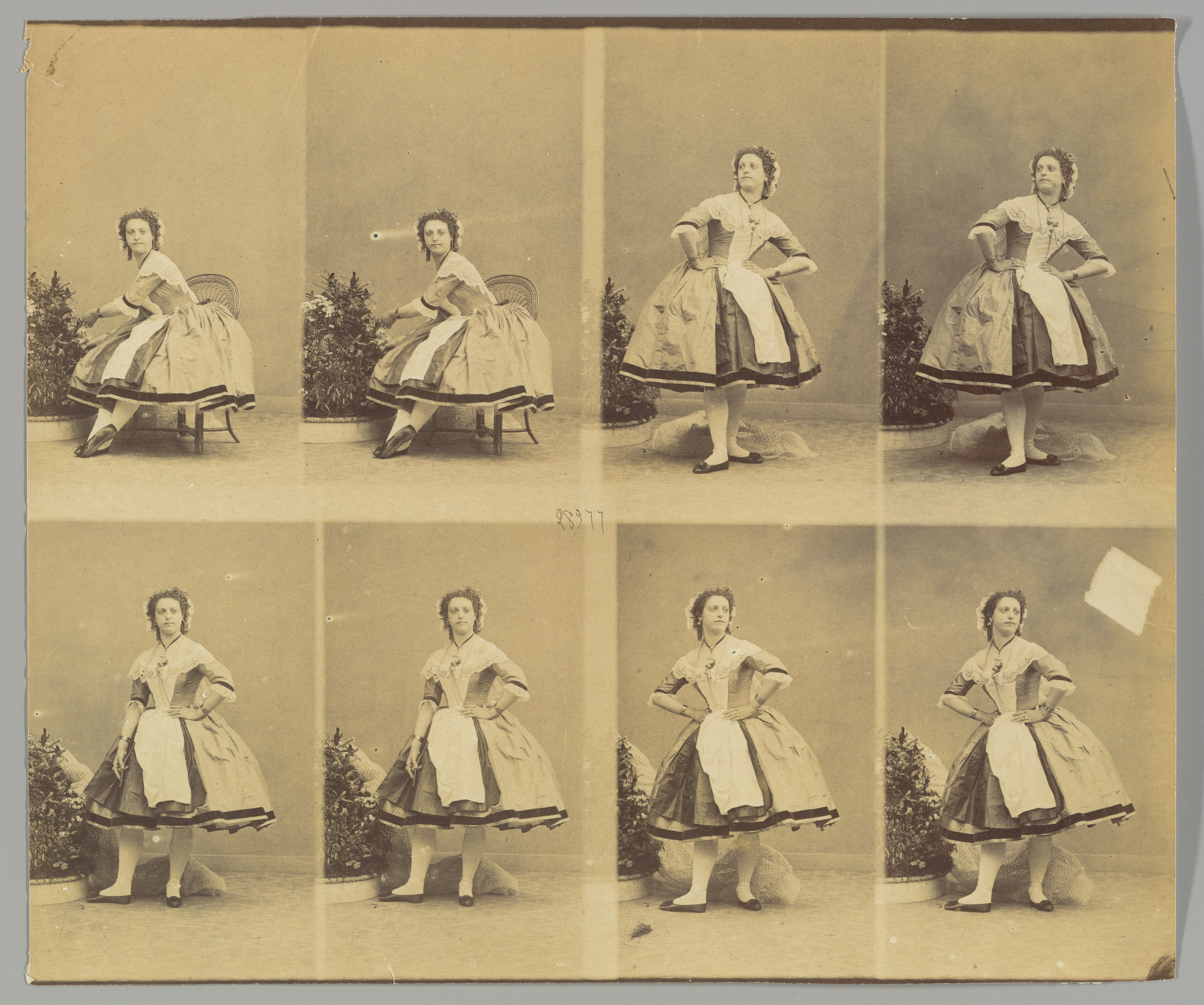
Eugène Disdéri, Mlle Schlusser, photographie au format carte de visite, mai-août 1861, tirage sur papier albuminé, Metropolitan Museum of Art.

En mettant en parallèle l'invention technique de Disdéri, qui permet l'apparition de la photographie au format carte de visite (6 par 9 centimètres), et le cadre des cercueils qui découpent l'image, Miguel Esquirol développe l'analogie entre la photographie des corps des communards par Disdéri et la moderne photographie d'identité, au format 4 par 5 centimètres. Les images semblent d'abord nettement opposées : l'une représente des morts, l'autre un individu vivant. L'une montre des personnes anonymes, l'autre témoigne de notre identité. Cependant, et en même temps, quelque chose les unit : « le visage humain à identifier ou à oublier. [...] Dans le cadre que remplit notre visage et que nous portons toujours avec nous, la mort est également capturée. La lumière forte, le sérieux forcé, l'immobilité contre nature. Ce sont de petits 4×5 qui sont toujours avec nous, nous rappelant notre caractère mortel », et qui génèrent parfois une inquiétante étrangeté, dans l'impression fugitive de ne pas se reconnaître.

## Postérité d'une icône

### Image icônique

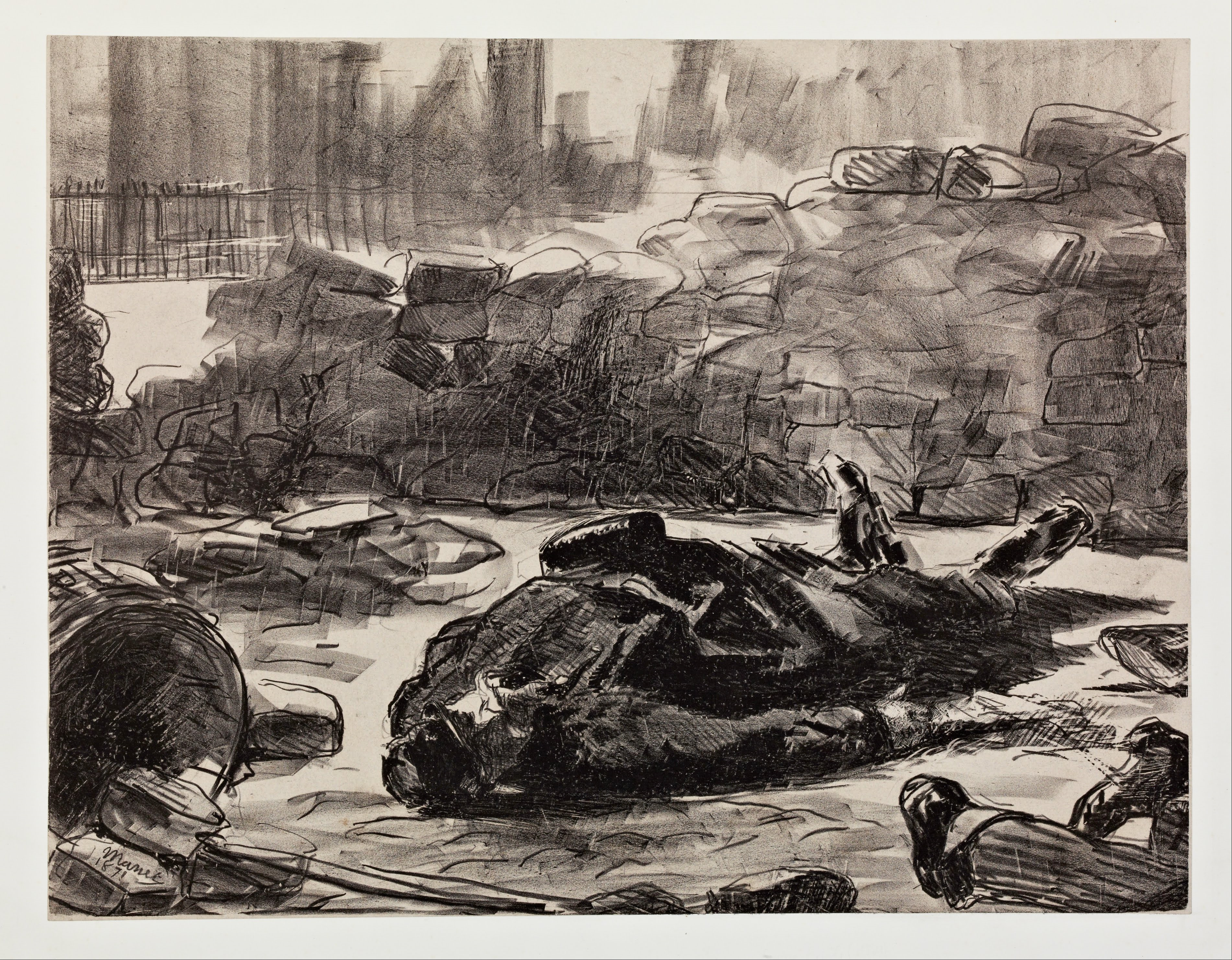
Guerre civile, Édouard Manet, lithographie, 1871. Manet est présent lors de la Semaine sanglante, ici à l'angle du boulevard Malesherbes et de la rue de l’Arcade.

La documentation accompagnant l'image est faible ; l'identité du photographe reste incertaine. Son interprétation elle-même reste douteuse,,. Sa brutalité évidente a eu pour conséquence de la mettre en avant de préférence à d'autres représentations — dessins et gravures — de la semaine sanglante.
Pour Quentin Bajac, la photographie de Disdéri s'est « imposée à l'imaginaire collectif comme l'emblème de la période », en raison de l'absence de tableau contemporain majeur. Selon Koetzle, peu importe que Disdéri soit ou non l'auteur de la photographie : « Ce qui compte, c'est qu'elle soit devenue une métaphore iconique de la fin d'une brève utopie ». L'image, la plus souvent citée et la plus connue des photographies de la Commune, transcende selon Christine Lapostolle le discours politique, et peut permettre d'imaginer « la force que ces images, qui étaient pour beaucoup sans doute les premières photographies de cadavres qu'ils voyaient, purent avoir au moment de leur première diffusion ».
Ce statut particulier de l'image ne va pas sans difficultés : ainsi, pour Bertrand Tillier, si cette photographie s'est presque immédiatement imposée comme emblème ou icône de la « mythologie communarde », son interprétation reste ouverte. Du point de vue versaillais, elle réduit les communards à des cadavres pitoyables et dérisoires ; du point de vue communard, elle atteste de la sauvagerie de la répression versaillaise. Ainsi, « quelle qu'en soit l'interprétation donnée, cette image régie par la mort enregistrée contribua également à forger l'imaginaire de violence attaché à la représentation de la Commune ».

### Postérité

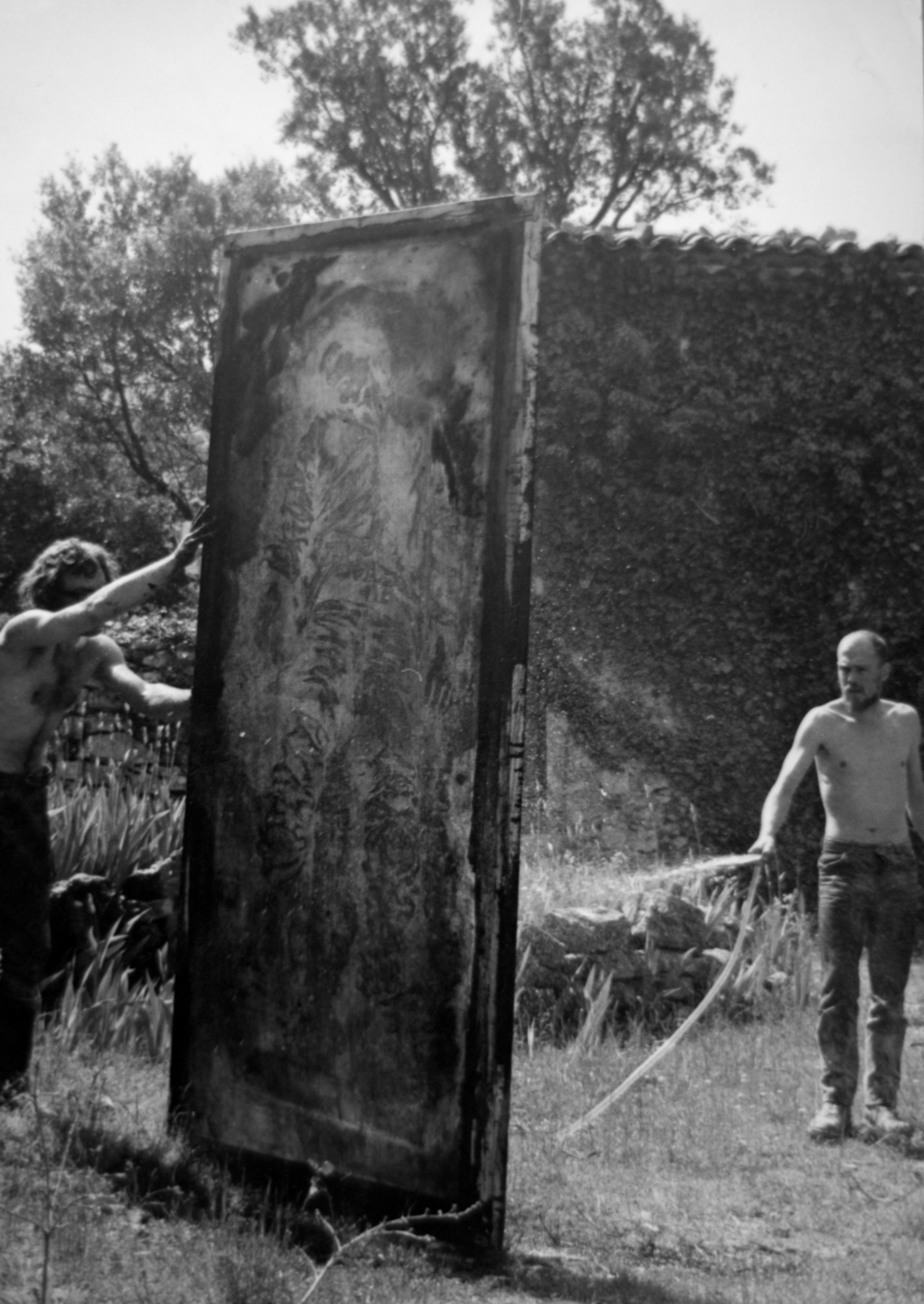
Dacos et Ernest Pignon-Ernest travaillant aux Gisants en 1971.

Ernest Pignon-Ernest réalise en 1971 une installation sur les marches menant à la basilique du Sacré-Cœur de Montmartre. Marquée du sceau de la provocation, l'installation Les Gisants — les gisants sont traditionnellement une représentation funéraire de personnalités nobles ou ecclésiastiques, dans l'art chrétien — devient une façon de donner « une sépulture éclatante à des individus qui avaient été jusqu'alors condamnés à l'anonymat des charniers et des fosses communes ». Pignon-Ernest indique que son inspiration première pour ce travail est la photographie des douze cercueils attribuée à Disdéri, mais qu'il en dévie ensuite pour se concentrer sur Le Christ mort soutenu par deux anges d'Andrea Mantegna.
Sérigraphiée, l'image du cadavre « connaît une résurrection » qui passe par la représentation ou révélation de « ce qui était dépourvu d'existence ». Le procédé employé — l'utilisation de papier mince et fragile laisse apparaître le support mural, et donne l'impression que l'image sourd ou suinte du sol — vise à la provocation et au détournement. En rappelant l'usage du suaire, « il implique aussi que ces sérigraphies deviennent des icônes devant lesquelles les Parisiens de 1971 sont contraints de défiler », et il inverse la notion du martyrologe au profit des victimes de la Semaine sanglante,.
Jean-Marc Cerino utilise également ce procédé de la transparence en 2014, en l'appliquant à l'image attribuée à Disdéri. Peintre qui se réclame du devoir de mémoire, il cherche à travers cette œuvre à montrer l'horreur de la répression, voire l'instrumentalisation des cadavres. Le recours à la peinture, qui donne à l'image un aspect plus sculptural, et le jeu sur l'inversion du positif et du négatif dans un tableau composé de façon binaire visent à donner une impression d'intemporalité, « comme si on pouvait toucher la mort à travers l’image »,.
Le peintre Steph Goodger reprend le sujet de la photographie de Disdéri pour en proposer, également en 2014, une relecture en huile sur toile, qu'il intitule The unclaimed (les non-réclamés),.
La photographie de Disdéri conserve une force mobilisatrice et militante, pour France Culture qui évoque en 2016 une analogie entre la Commune et le mouvement Nuit debout, ou pour la revue lundi matin en 2021,.
Christoph Wiesner, directeur des rencontres de la photographie d'Arles, indique en 2021 que sa découverte de l'image dans un ouvrage d'histoire, alors qu'il avait dix ans, l'a profondément marqué.